# 브란체아주

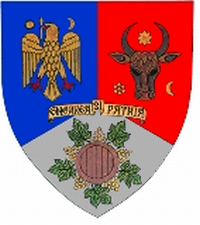
주 문장

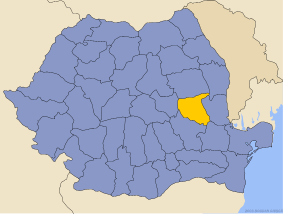
브란체아 주의 위치

브란체아주(루마니아어: Judeţul Vrancea)는 루마니아 남동부 몰다비아 지방에 위치한 주로, 주도는 폭샤니이며 면적은 4,857km2, 인구는 387,632명(2002년 기준), 인구 밀도는 80명/km2, ISO 3166-2 코드는 RO-VN이다. 동쪽으로는 바슬루이 주와 갈라치 주, 서쪽으로는 코바스나 주, 북쪽으로는 바커우 주, 남쪽으로는 부저우 주, 남동쪽으로는 브러일라 주와 접하며 2개 시와 3개 마을, 68개 지방 자치체를 관할한다.

## 인구
- 루마니아인: 98.1%
- 로마인: 1.8%